# Pardosa inopina
Pardosa inopina är en spindelart som först beskrevs av O. Pickard-Cambridge 1876.  Pardosa inopina ingår i släktet Pardosa och familjen vargspindlar. Inga underarter finns listade i Catalogue of Life.